# Еланская, Клавдия Николаевна
Кла́вдия Никола́евна Ела́нская (11 (23) сентября 1898, Енотаевск, Астраханская губерния, Российская империя — 25 сентября 1972, Москва, СССР) — советская актриса театра и кино. Народная артистка СССР (1948). Лауреат Сталинской премии первой степени (1952).

## Биография

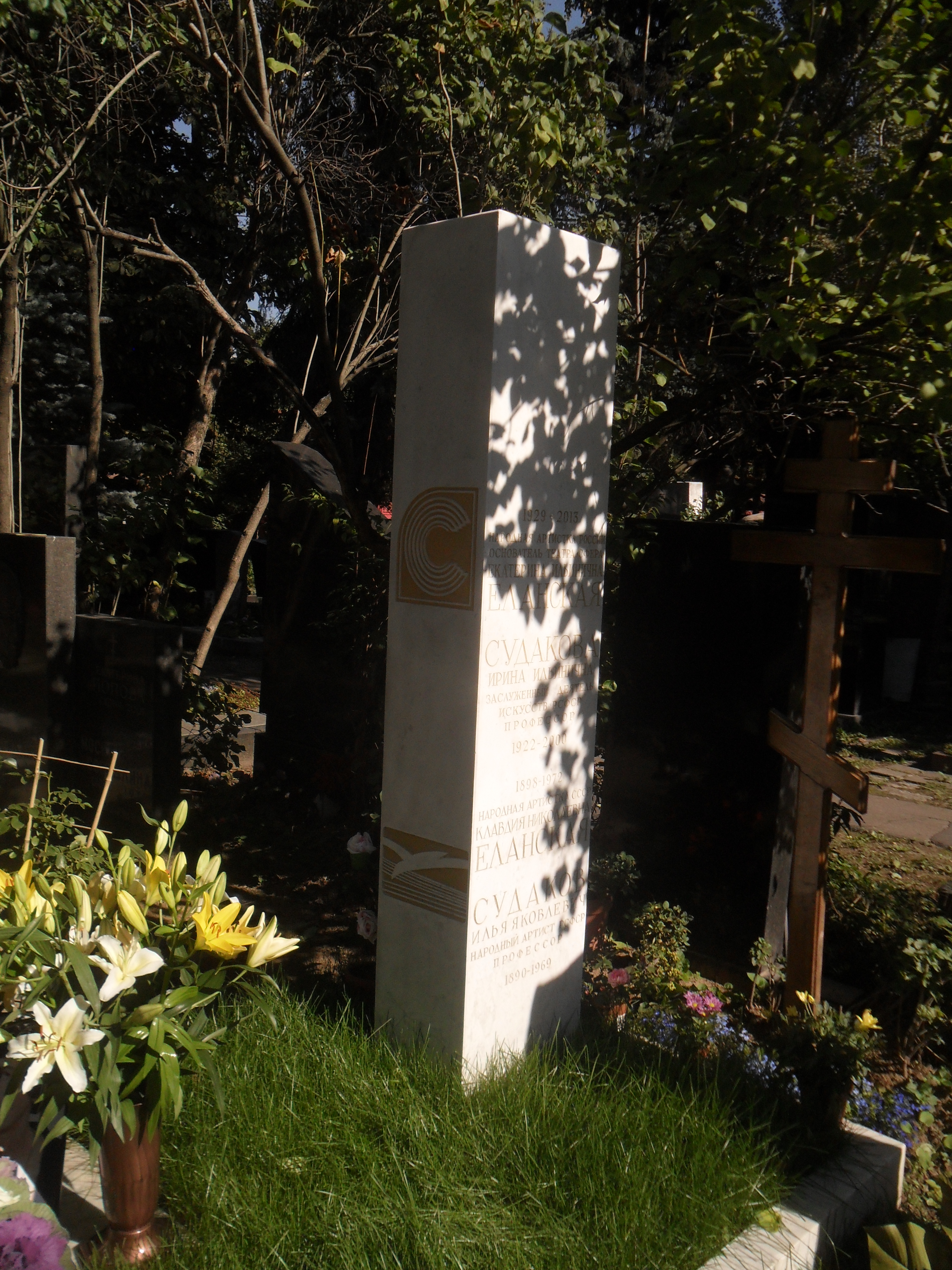
Могила Еланской на Новодевичьем кладбище Москвы.

Родилась 11 (23) сентября 1898 года в Енотаевске (ныне — село Енотаевка Астраханской области, Россия) в семье железнодорожного служащего.
После гимназии, в 1918 году поступила учиться на медицинское отделение Московских высших женских курсов (с этого же года — Второй Московский государственный университет), параллельно занималась в студии «Молодые мастера». В 1920 году, уйдя с 3-го курса университета, поступила во 2-ю студию МХТ, начала принимать участие в спектаклях МХАТа.
В 1924 году была принята в труппу МХАТ. Обладая выразительной внешностью и хорошо поставленным голосом, закрепилась в амплуа героини. Рациональный подход к работе над ролью соединялся у актрисы с сильной эмоциональностью, ярким и мощным природным темпераментом. Свои лучшие роли сыграла в пьесах русского классического репертуара.
Член ВКП(б) с 1951 года.
Скончалась 25 сентября 1972 года в Москве. Похоронена на Новодевичьем кладбище (участок № 7).

### Семья
Муж (с 1921) — Илья Судаков (1890—1969), театральный режиссёр, актёр театра и кино, народный артист РСФСР (1938).
Дочери Ирина Судакова (1923—2000), режиссёр, театральный педагог, профессор ГИТИСа, заслуженный деятель искусств России, Екатерина Еланская (1929—2013), театральная актриса и режиссёр, народная артистка РФ (1999), заслуженный деятель искусств России.
Зять Виктор Коршунов (1929—2015), актёр и театральный педагог (с 1973 — профессор), народный артист СССР (1984).
Внук Александр Коршунов (род. 1954), актёр, режиссёр и театральный педагог, народный артист РФ (1999).
Правнучка Клавдия Коршунова (род. 1984), актриса кино и театра.
Правнук Степан Коршунов (род. 1978), актёр кино и театра.

## Звания и награды
- Заслуженная артистка РСФСР (1933)
- Народная артистка РСФСР (1938)
- Народная артистка СССР (26.10.1948)
- Сталинская премия первой степени (15.03.1952) — за выдающиеся достижения в создании спектаклей МХАТ Союза ССР имени М. Горького (вместе с О. Н. Андровской)
- Два ордена Трудового Красного Знамени (03.05.1937 — за выдающиеся заслуги в деле развития русского театрального искусства, 26.10.1948)
- Медаль «За оборону Москвы» (07.05.1946)
- Медаль «За доблестный труд в Великой Отечественной войне 1941—1945 гг.» (15.05.1946)
- Медаль «В память 800-летия Москвы» (1948)

## Творчество

### Роли в театре
- 1921 — «Синяя птица» М. Метерлинка — Неродившаяся душа
- 1922 — «Синяя птица» М. Метерлинка — Свет
- 1925 — «Горе от ума» А. С. Грибоедова — Софья
- 1925 — «Елизавета Петровна» Д. П. Смолина — Лопухина
- 1926 — «Горячее сердце» А. Н. Островского — Параша
- 1926 — «Елизавета Петровна» Д. П. Смолина — Екатерина Долгорукая
- 1926 — «Николай I и декабристы» А. Р. Кугеля — Марфинька
- 1927 — «У врат царства» К. Гамсуна — Элина
- 1928 — «Бронепоезд 14-69» Вс. В. Иванова — Варя
- 1928 — «Дни Турбиных» М. А. Булгакова — Елена Васильевна Тальберг
- 1929 — «Блокада» Вс. В. Иванова — Ольга
- 1930 — «Воскресение» по Л. Н. Толстому — Катюша Маслова
- 1930 — «Бронепоезд 14-69» Вс. В. Иванова — Маша
- 1933 — «Хозяйка гостиницы» К. Гольдони — Мирандолина
- 1934 — «Гроза» А. Н. Островского — Катерина
- 1936 — «Любовь Яровая» К. А. Тренёва — Любовь Яровая
- 1940 — «Анна Каренина» по Л. Н. Толстому — Анна Аркадьевна Каренина
- 1940 — «Три сестры» А. П. Чехова — Ольга
- 1942 — «Царь Фёдор Иоаннович» А. К. Толстого — царица Ирина
- 1943 — «Русские люди» К. М. Симонова — Мария Николаевна Харитонова
- 1946 — «Последняя жертва» А. Н. Островского — Юлия Павловна Тугина
- 1948 — «Хлеб наш насущный» Н. Е. Вирты — Марья Филипповна Рогова
- 1951 — «Потерянный дом» С. В. Михалкова — Кудрявцева
- 1953 — «Дачники» М. Горького — Мария Львовна
- 1957 — «Золотая карета» Л. М. Леонова — Марья Сергеевна Щелканова
- 1960 — «Воскресение» по Л. Н. Толстому — графиня Чарская
- 1963 — «Друзья и годы» Л. Г. Зорина — Елена Михайловна Костанецкая
- 1963 — «Егор Булычов и другие» М. Горького — игуменья Меланья
- 1966 — «Чти отца своего» В. В. Лаврентьева — Софья Ивановна Кичигина
- 1967 — «Синяя птица» М. Метерлинка — Бабушка
- «Роза и Крест» А. А. Блока — Изора
- «Разбойники» Ф. Шиллера — Амалия

### Фильмография
- 1924 — Морозко (короткометражный) — Марфуша, падчерица
- 1955 — Княжна Мери — княгиня Лиговская
- 1957 — Дом, в котором я живу — знаменитая актриса Ксения Николаевна
- 1969 — Егор Булычов и другие (фильм-спектакль МХАТ СССР им. М. Горького) — Мелания, игуменья, сестра жены Булычова

## Память
- Именем актрисы был назван пассажирский теплоход «Клавдия Еланская».